# 阿依達

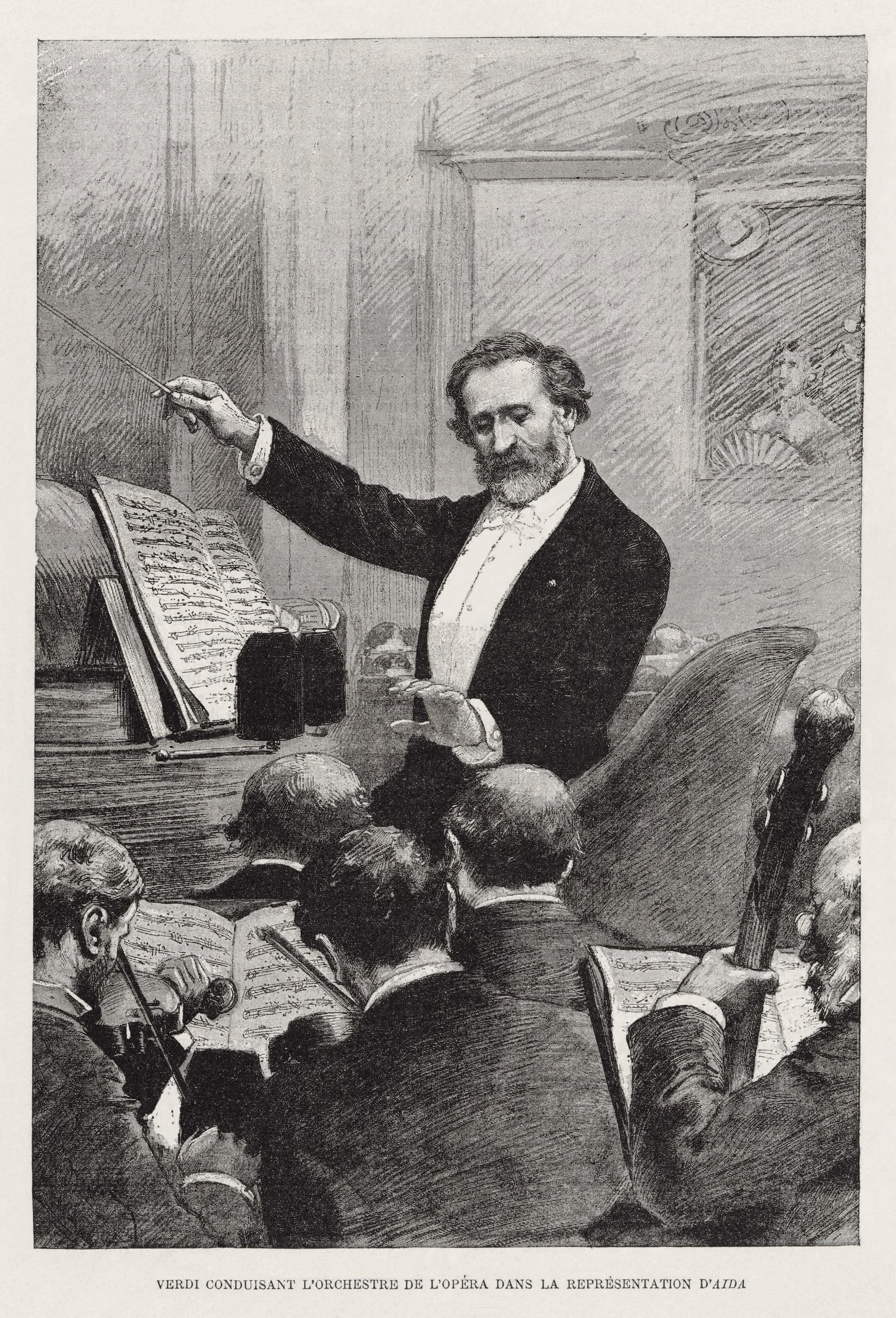
巴黎國家歌劇院首演

《阿依達》（義大利語：Aida）是由朱塞佩·威尔第作曲的4幕歌劇。意大利文劇本由奇世藍多尼編寫，改編自馬里埃特所寫的故事。歌劇於1871年12月24日在埃及開羅的總督歌劇院首演。

《阿依達》原定於1871年1月上演，但因普法戰爭爆發而延遲上演。
《阿依達》是一部著名歌劇，當年一上演已獲高度讚賞。《阿依達》經常被演出，並有多個錄音版本。其中一首樂曲《榮耀歸於埃及》（Gloria all´Egitto）或稱為《凱旋進行曲》（Triumphal March from Aida）在中華民國被作曲家李抱忱重新填詞為愛國歌曲《同唱中華》。在歐洲更成為歐洲的足球比賽時球迷經常詠唱的歌曲。

## 角色
- 衣索比亞公主阿依達— 女高音
- 埃及法老王— 男低音
- 埃及公主阿姆内丽丝—女中音
- 埃及軍官拉达梅斯—男高音
- 衣索比亞國王阿莫纳斯罗—男中音
- 埃及大祭司拉姆菲斯—男低音
- 使者—男高音
- 祭司、僧侶、軍官、戰士、埃及民眾、衣索比亞奴隸— 合唱團

## 故事
衣索比亞公主阿依達被俘虜到埃及成為奴隸。埃及軍官拉达梅斯被迫在他的愛人阿依達及對法老王的忠心之間作抉擇。事情因為埃及公主阿姆内丽丝同時愛上了拉达梅斯而變得複雜。但拉达梅斯由始至終都沒愛過阿姆内丽丝。

### 第1幕

#### 場景1：在孟斐斯的皇宮大廳
埃及大祭司拉姆菲斯告訴軍官拉达梅斯，衣索比亞人已經入侵埃及，他正在前往告訴法老王誰是女神伊西斯所揀選出戰抗敵的軍官。拉达梅斯暗中希望自己獲揀選，如果出征勝利，他就可以將勝利的榮耀獻給他心愛的阿依達。
埃及公主阿姆内丽丝心儀拉达梅斯，她嘗試令拉达梅斯說出對她的感覺，拉达梅斯極其迴避。阿姆内丽丝發現拉达梅斯遇見阿依達時神情出現異樣，心中不免起疑。
使者向法老王報告衣索比亞國王阿莫纳斯罗已入侵並迫近底比斯的消息，法老王當眾宣佈拉达梅斯是女神所揀選出戰的軍官。法老王指令拉达梅斯前往兀兒肯神殿領受一把神聖寶劍。拉达梅斯前往兀兒肯神殿，領受了寶劍。公主阿姆内丽丝與一眾人民一起聲討衣索比亞的入侵，並祈求拉达梅斯戰勝歸來。阿依達不由自主地隨著人群高呼，待眾人離去後，她感到懊悔及痛苦，一方面拉达梅斯是她的所愛，但另一方面，衣索比亞入侵是為了解救她。

#### 場景2：在卜塔神殿
一眾祭司向卜塔祭拜，拉达梅斯就任總司令，並祈求神明保守埃及聖地。

### 第2幕

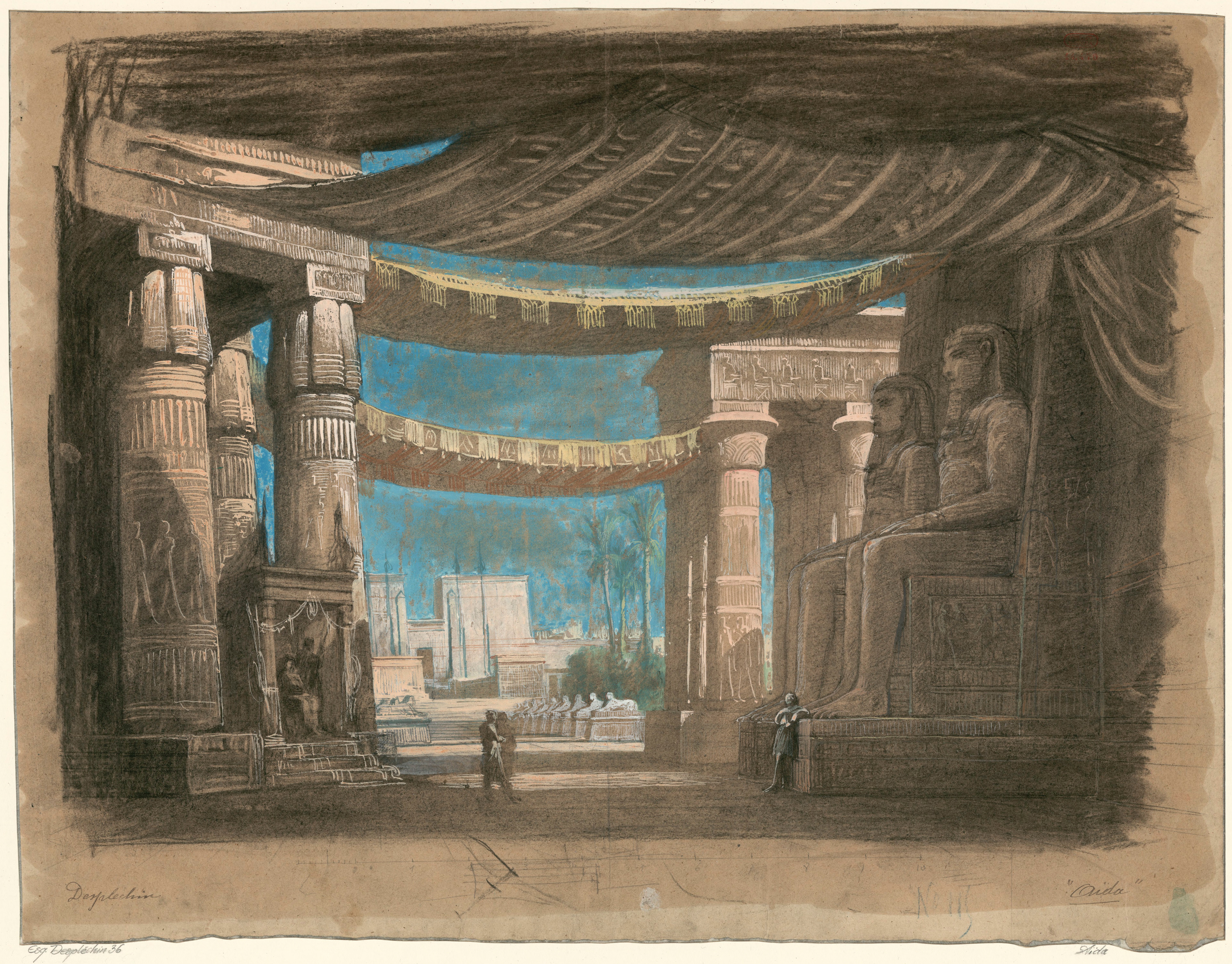
首演時第2幕場景2的背景：底比斯的城門

#### 場景1：在底比斯阿姆内丽丝的寢宮
一群奴隸正在取悅阿姆内丽丝，預祝埃及戰勝。阿姆内丽丝等待她心愛的拉达梅斯歸來。
阿姆内丽丝假裝同情阿依達憂心她自己的國家，並刺探她和拉达梅斯的關係。當阿依達說出真相後，阿姆内丽丝表明自己是她的情敵。阿依達本想與阿姆内丽丝對抗，但她意識到自己低微的奴隸身份，她轉而懇求阿姆内丽丝的憐憫，阿姆内丽丝嘲笑阿依達只能在拉达梅斯凱旋歸來的歡迎會上對她卑躬屈膝。

#### 場景2：底比斯的城門
拉达梅斯凱旋歸來，群眾夾道歡呼。法老王表示會答應任何拉达梅斯要求的賞賜。拉达梅斯將戰敗的囚犯帶到法老王面前。阿依達發現她的父王阿莫纳斯罗也在囚犯群中，父王告誡阿依達不要說出他的真正身份，只需向法老王假稱衣索比亞國王已經戰死。
拉达梅斯請求法老王以釋放所有衣索比亞囚犯作為賞賜，但警告法老王這些都是善戰的戰士。法老王答應了拉达梅斯的請求，但亦接受了大祭司的勸告，扣留阿依達及阿莫纳斯罗。法老王亦將公主阿姆内丽丝許配給拉达梅斯，並聲言終有一天他會與公主一同統治埃及。阿姆内丽丝因戰勝阿依達而感到歡喜，拉达梅斯驚呆了，阿依達傷心沮喪，她的父王鼓勵阿依達他會發動報復。

### 第3幕

#### 尼羅河畔的伊西斯神殿旁
在大祭司拉姆菲斯的陪同下，阿姆内丽丝前往神殿為她們的婚事祈福。
阿依達悄悄來到，等待拉达梅斯來臨並向他告別。她憂愁著她可能不會再見到故鄉。阿莫纳斯罗亦悄悄趕到，他企圖說服阿依達向拉达梅斯套取軍隊進攻衣索比亞的祕密路線。阿依達在阿莫纳斯罗以家國之情逼迫下只好勉強答應。當拉达梅斯到達時，阿莫纳斯罗躲藏起來。
阿依達冷漠對待熱情的拉达梅斯，阿依達說要是拉达梅斯真的愛她，應拋下與埃及公主的婚事，與她逃到衣索比亞，拉达梅斯不願意地答應。阿依達刺探拉达梅斯哪一條路線可以避過埃及軍隊逃往衣索比亞，拉达梅斯說出軍隊會取道納帕塔（Napata），這時候阿莫纳斯罗出現，並答應會調動軍隊在那裡守候。
拉达梅斯意識到他已不自覺地被套取了國家機密，他拒絕與阿依達及阿莫纳斯罗一同逃走。此時，公主阿姆内丽丝及大祭司拉姆菲斯從神殿走出，指責拉达梅斯叛國。阿莫纳斯罗企圖殺死公主阿姆内丽丝，拉达梅斯擋開了阿莫纳斯罗並向大祭司拉姆菲斯投降，阿依達父女乘機逃走。

### 第4幕

#### 場景1：皇宮大廳
內疚的阿姆内丽丝企圖拯救拉达梅斯，拉达梅斯拒絕答應阿姆内丽丝以忘記阿依達作拯救他的條件，並譴責她要為阿依達的死負責。拉达梅斯已全心求死，根本不稀罕阿姆内丽丝對他的愛。
在大祭司拉姆菲斯的指控下，拉达梅斯保持沉默不作抗辯。拉姆菲斯宣判拉达梅斯將以活埋的極刑處死，旁聽的阿姆内丽丝斥責祭司們無情，要求饒過拉达梅斯，祭司卻依然堅持判決。

#### 場景2：兀兒肯神殿的地牢墳墓
被鎖在墳墓裡的拉达梅斯懊悔著未能知道阿依達的下落，但其實阿依達在得知拉达梅斯的判決後，已悄悄爬入墳墓裡與拉达梅斯同死。當他們二人一起等待生命終結，阿姆内丽丝在神殿裡為拉达梅斯祈禱。

## 作品改編
《阿依達》後來被改編為2幕的音樂劇，由艾爾頓強作曲，蒂姆·赖斯填詞，琳达·沃尔夫顿、Robert Falls、黃哲倫編劇。這部百老匯音樂劇於2000年及2004年間於紐約皇宮劇院（Palace Theatre）上演。現時則巡迴美國演出。
而音樂組合恰巴王八的歌曲《Top of the World（Ole, Ole, Ole）》亦於該樂曲其中一部份以小號演奏。

## 外部連結
- 《阿依達》劇情解說
- Opera Guide故事，劇本，重點
- 歌劇完整劇本（页面存档备份，存于）
- 布拉格國家歌劇院《阿依達》節目單中譯本